# Unwinding (IFRS)
Die Aufzinsung des Restbuchwertes oder Barwertfortschreibung des Restbuchwertes (englisch unwinding, deutsch „Abwickeln“) ist eine der Bilanzierungsregeln der IAS 39, die sich mit wertgeminderten Forderungen befasst.
Nach IAS/IFRS dürfen die vereinbarten Zinsen für Forderungen, die eine Wertminderung aufweisen (d. h. für die eine Einzelwertberichtigung nach IAS gebildet wurde) nicht als Zinsertrag verbucht werden. Vielmehr ist der für die Vornahme der Wertberichtigung verwendete Effektivzinssatz festzuhalten und auf den Restbuchwert durch Aufzinsung anzuwenden. Folge ist, dass nicht mehr die vertraglich vereinbarten künftigen Zinserträge berücksichtigt und abgegrenzt werden, sondern die (geringeren) durch Aufzinsung des Restbuchwertes ermittelten. In der Bilanz ergibt sich üblicherweise eine Reduktion des Wertberichtigungskontos; alternativ wäre auch eine Zuschreibung der Bruttoforderung zulässig.
Als Zinsertrag wird das Aufzinsungsergebnis des Restbuchwertes erfasst. Hierbei handelt es sich um die Differenz der Barwerte der erzielbaren Beträge (Sicherheiten plus Zins- und Tilgungszahlungen) bei unveränderter Erwartung im Vergleich zum vorherigen Bewertungsstichtag. Durch den Zeitablauf zwischen dem vorherigen und dem aktuellen Stichtag, an dem die neue Berechnung erfolgt, verkürzt sich die Verwertungsdauer. Dadurch, dass die Beträge über einen kürzeren Zeitraum abgezinst werden, erhöht sich der Barwert der Beträge.
Beispiel einer periodengerechten „Unwinding“-Buchung:
- Jahresbeginn (1. Januar 2009)
- Per „Zuführung EWB (GuV)“ an „Bestand EWB (Bilanz)“ 1.000,--
- Jahresende (31. Dezember 2009)
- Per „Bestand EWB (Bilanz)“ an „Zinsergebnis Unwinding (GuV)“ 100,--
- Per „Zuführung EWB (GuV)“ an „Bestand EWB (Bilanz)“ 100,--

Die Aufzinsung des Restbuchwertes ist bilanzwirksam (bestandsreduzierend) und GuV-wirksam (aber nicht Kreditrisikovorsorge, sondern Zinsüberschuss). Ausweis als Erläuterung des Zinsüberschusses wie folgt: „In den Zinserträgen sind Erträge aus wertberichtigten Forderungen in Höhe von EUR x Mio. (Unwinding-Effekte) enthalten.“  

## Methodik
Ermittlung und Buchung der Aufzinsung des Restbuchwertes bei wertgeminderten Forderungen laufen wie folgt ab:
Das „Unwinding“ ergibt sich als Betragsunterschied zwischen den Barwerten des erzielbaren Forderungswertes zu den jeweiligen Stichtagen.
Folgende Parameter werden für die Ermittlung genutzt:
- IA = Inanspruchnahme des Kreditnehmers
- SV = Sicherheiten (Verkehrswert)
- EQ = Erlösquote
- EBQ = Einbringungsquote
- LGD = Ausfallverlustquote / Wertberichtigungsbetrag
- IE Effektivzins

Die Berechnung lautet dann wie folgt:
Unwinding =  IE x (IA-LGD) x Anzahl Monate/12.